# Айну-кайсэй
Айну-кайсэй (яп. アイヌカイセイ) — дух-ёкай из японского фольклора, пришедший в него из сказок народа айнов. 
Как правило, описывается одетым в традиционную мужскую верхнюю одежду айнов, которая сплетена из «аттуса» (размельчённого и смягчённого волокна внутренней части коры дерева ильма). Появляется в старых или незанятых домах.
Исследователь Кидзэн Сасаки в своей работе проводил аналогии между айну-кайсэй и японским ёкаем дзасики-вараси.
По поверьям, айну-кайсэй часто является причиной боли в области груди и шеи спящих или умирающих людей. На языке айнов слово «кайсэй» означает «труп».